# Aseptis perfumosa
Aseptis perfumosa är en fjärilsart som beskrevs av George Francis Hampson 1918. Aseptis perfumosa ingår i släktet Aseptis och familjen nattflyn. Inga underarter finns listade i Catalogue of Life.